# Afrikaspiele 2019/Leichtathletik – Halbmarathon der Männer
Der Halbmarathon der Männer bei den Afrikaspielen 2019 fand am 30. August in Rabat statt.
22 Läufer aus 15 Ländern nahmen an dem Wettbewerb teil. Die Goldmedaille gewann Titus Ekiru mit 1:01:42 h, was auch ein neuer Rekord der Afrikaspiele war. Silber ging an Mohamed Reda el-Aaraby mit 1:02:44 h und die Bronzemedaille gewann Hamza Sahli mit 1:02:45 h.

## Rekorde
| Weltrekord        | Abraham Kiptum | 0:58:18 h | Valencia-Halbmarathon, Spanien   | 28. Oktober 2018 |
| Rekord der Spiele | Deriba Merga   | 1:02:24 h | Afrikaspiele in Algier, Algerien | 20. Juli 2007    |

## Ergebnis
30. August 2019, 7:10 Uhr
| Platz | Athlet                           | Land                         | Zeit (h)   |
| ----- | -------------------------------- | ---------------------------- | ---------- |
|       | Titus Ekiru                      | Kenia                        | 1:01:42 GR |
|       | Mohamed Reda el-Aaraby           | Marokko                      | 1:02:44    |
|       | Hamza Sahli                      | Marokko                      | 1:02:45    |
| 4     | Morris Gachaga                   | Kenia                        | 1:02:51    |
| 5     | Panuel Mkungo                    | Kenia                        | 1:03:10    |
| 6     | Yasin Haji Hayato                | Äthiopien                    | 1:03:36    |
| 7     | Robert Chemonges                 | Uganda                       | 1:03:57    |
| 8     | Guye Adola Idemo                 | Äthiopien                    | 1:04:12    |
| 9     | Belay Tilahun Bezabeh            | Äthiopien                    | 1:05:16    |
| 10    | Ghirmay Ghebreslassie            | Eritrea                      | 1:05:27    |
| 11    | Yonas Tsighe                     | Eritrea                      | 1:05:34    |
| 12    | Ahmed Bakry                      | Ägypten                      | 1:06:13    |
| 13    | Moses Tarakinyu                  | Simbabwe                     | 1:08:09    |
| 14    | Jeremia Shaliaxwe                | Namibia                      | 1:08:36    |
| 15    | Ngor Ngor                        | Südsudan                     | 1:10:19    |
| 16    | Ruben Pascal Sanca               | Kap Verde                    | 1:10:37    |
| 17    | Valentin Betoudji                | Ghana                        | 1:10:44    |
| 18    | Herrera Jonathan Atse            | Elfenbeinküste               | 1:11:31    |
| 19    | Venancio Daniel Ndala Tchingombe | Angola                       | 1:11:38    |
| 20    | Vincent Kyondwa Kapatala         | Demokratische Republik Kongo | 1:13:54    |
|       | Mumin Booqora Gala               | Dschibuti                    | DNF        |
|       | Belal Ahmed                      | Ägypten                      | DNF        |
|       | Jobo Khatoane                    | Lesotho                      | DNS        |
|       | Felix Chemonges                  | Uganda                       | DNS        |